# صندوق الحاسوب

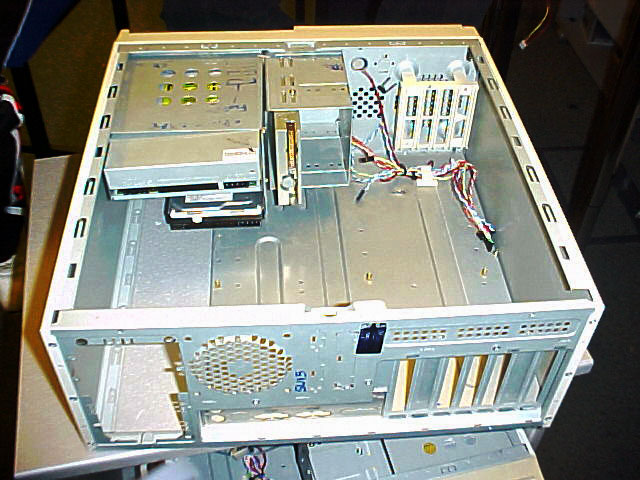
صندوق الحاسوب

صندوق الحاسوب (بالإنجليزية: Computer Case)‏ أو صندوق الحاسوب الشخصي هو عبارة عن صندوق حديدي أو من الألمونيوم ذو أبعاد قياسية متفق عليها حتى تتلاءم مع أجزاء الحاسوب المراد تثبيتها أو تركيبها داخله .
فصندوق الحاسوب وظيفته هي احتواء أهم الأجزاء الكهربائية والإلكترونية التي يتكون منها الحاسوب. ويقوم بحماية المكونات الداخلية من التاثيرات الخارجية :الأوساخ والاتربة والغبار والمياه.
هناك عدة اشكال مختلفة منها والأكثر شهرة هي ATX، AT, BTX و لكلها قياسات موحدة حيث يمكن تثبيت اللوحة الام بداخلها

## أنواعه
| النوع            | صورة |
| ---------------- | ---- |
| الصندوق العامودي |      |
| الصندوق الأفقي   |      |
| صندوق الخوادم    |      |